# Пленуми и съвещания на ЦК на БКП
Пленумите и съвещанията на ЦК на БКП, до 27 декември 1948 г. БРП (к.), са заседания на целия състав на членовете и кандидат-членовете на ЦK, на които между партийнте конгреси се обсъждат и решават най-важните въпроси от политиката на партията и държавата.
Пленумите биват закрити – само за членовете и кандидат-членвете на ЦК и разширени – с участието на специалисти и дейци от различни области. Провеждани са и съвместни заседания и съвещания на ЦК на БКП с Постоянното присъствие на БЗНС, Министерски съвет и други ръководни държавни и обществени органи.